# Gerardo, Conde de Mark
Gerardo, Conde de Mark (em alemão:  Gerhard, Graf zur Mark; 1378–1461) foi um nobre alemão, que governou o  Condado de Mark de 1430 até à sua morte.

## Biografia
Gerardo era o terceiro filho varão de Adolfo III, Conde de Mark, e de Margarida de Jülich; entre os seus irmãos encontravam-se Adolfo (Adolf) , Teodorico (Dietrich)  e Margarida (Margarete) .
O pai herdara o Condado de Cleves em 1368 e reservara-o para o seu filho mais velho Adolfo. O segundo filho, Teodorico recebeu o Condado de Mark em 1393, ainda em vida do pai.
Mas Teodorico morreu numa batalha em 1398 e, por não ter geração, foi sucedido em Mark pelo irmão mais velho, Adolfo, que já reinava em Cleves. Mas o ambicioso Gerardo reclamou uma parte da herança do pai para si próprio, o condado de Mark que fora de Teodorico. 
Em 1423, a disputa resultou num conflito armado, tendo-se Gerardo aliado ao Arcebispo-Eleitor de Colónia. A paz foi finalmente celebrada entre os dois irmãos em 1430 e confirmada em 1437. Como resultado, Gerardo governou a maior parte do condado de Mark, mas deveria ser sucedido pelo sobrinho (filho de Adolfo) João. Gerardo não foi autorizado a intitular-se Conde "de" Mark (em alemão:  Graf von Mark) devendo antes intitular-se Conde “para” Mark  (em alemão:  Graf zur Mark).
Gerardo morreu em 1461 sem geração, sendo sucedido, como previsto, pelo sobrinho e o Condado de Mark e o Ducado de Cleves foram, de novo, reunidos sob João I.